# Aloys Dosson
Aloys Dosson SOCist (* 8. Januar 1783 in Fétigny; † 22. November 1853 ebenda) war ein Schweizer römisch-katholischer Geistlicher und Abt.

## Leben
Aloys Dosson war der Sohn von Jacques Dosson und dessen Ehefrau Marie (geb. Dosson).
Er trat in der Abtei Hauterive in den Zisterzienserorden ein und legte dort 1810 sein Ordensgelübde ab; am 14. Juli 1811 erfolgte seine Priesterweihe.
Vor seiner Wahl zum Abt war er Beichtiger und geistlicher Direktor im Frauenkloster Maigrauge.
Seine Wahl zum Abt als Nachfolger von Jean-Joseph Girard, der plötzlich verstorben war, erfolgte am 16. Mai 1831 unter dem Vorsitz des Generalvikars Alberich Denzler (1759–1840).
In der Zeit von 1836 bis 1839 und von 1843 bis 1846 war er Generalabt der Schweizer Zisterzienserkongregation.
Nachdem auf Betreiben der Freiburger Regierung die Abtei Hauterive aufgelöst worden war, musste er diese am 10. Mai 1848 verlassen und wurde anfangs wieder Beichtiger im Kloster Maigrauge, musste aber auch hier, auf Druck der Regierung, die das Kloster enteignete, dieses einen Monat später verlassen, worauf er sich in seine Heimat zurückzog. Er erhielt eine jährliche Rente von 1.200 Franken.